# Pseudomys delicatulus
Pseudomys delicatulus is een knaagdier uit het geslacht Pseudomys dat voorkomt in Australië en Nieuw-Guinea. Zijn Australische verspreidingsgebied loopt in een brede strook langs de noordelijke kust van Noordwest-West-Australië tot Zuidoost-Queensland. In Nieuw-Guinea komt hij voor in het Morehead-gebied in de vlaktes van de Fly River. De soort leeft in open gebieden met dunne vegetatie.
Dit is een zeer kleine soort. De rug is geelbruin, het gezicht en de flanken zijn lichter. De buik, de onderkant van het gezicht en de nek zijn wit of crèmekleurig. De voeten en de neus zijn roze. Om het oog zit een donkere ring. De staart is van boven lichtbruin en wit van onder. De kop-romplengte bedraagt 50 tot 62 mm, de staartlengte 61 tot 84 mm, de achtervoetlengte 15 tot 17 mm, de oorlengte 11 tot 13 mm en het gewicht 6 tot 12 gram. Vrouwtjes hebben 2+2=4 spenen. De schedel is tot 20,5 mm lang.
Deze soort leeft op de grond en is 's nachts actief. Het dier eet zaden, fruit, wortels en insecten. Hij slaapt in een hol. De muis kan altijd paren; het vrouwtje kan elke vijf weken twee tot drie jongen voortbrengen.